# ارجاع
ارجاع در زبان‌شناسی یعنی حالتی در جمله‌ها که درک معنای یک عنصر متنی با مراجعه به عناصر دیگر متن امکان‌پذیر می‌شود.
به عبارت دیگر، ارجاع در زبان‌شناسی یعنی وقتی برای فهمیدن معنی یک کلمه یا ضمیر، لازم است به جای دیگری در همان متن یا حتی بیرون از متن نگاه کنیم. مثلاً اگر بگوییم «علی آمد. او خسته بود»، کلمهٔ «او» به «علی» برمی‌گردد و بدون جملهٔ اول، معنی‌اش کامل نمی‌شود. این را ارجاع درون‌متنی می‌گویند، چون مرجعش داخل همان متن است. ارجاع درون‌متنی دو حالت دارد: پیش‌مرجع که اول اسم می‌آید و بعد ضمیرش (مثل مثال «علی… او»)، و پس‌مرجع که اول ضمیر می‌آید و بعد مرجعش مشخص می‌شود (مثل «وقتی او آمد، علی خسته بود»). این ارجاع‌ها می‌توانند شخصی باشند (با ضمایر شخصی)، اشاره‌ای باشند (اشاره به مکان یا فاصله)، یا مقایسه‌ای باشند (بر اساس شباهت یا همانندی).
نوع دیگر ارجاع، ارجاع برون‌متنی است که برای فهمش باید اطلاعاتی بیرون از متن داشته باشیم. مثلاً اگر وسط حیاط مدرسه بگویند «مدیر آمد»، همه می‌دانند منظور مدیر همان مدرسه است، حتی اگر در متن قبلی معرفی نشده باشد. گاهی این ارجاع‌ها هم‌مرجع‌اند؛ یعنی یک عبارت کلی مثل «ملکه» در بافت خاص معنی دقیق پیدا می‌کند، ولی بدون آن بافت نمی‌دانیم کدام ملکه است.
عمده ارجاعات را ضمایر شخصی، ملکی، اشاره‌ای و صفات ملکی تشکیل می‌دهند.
برای نمونه در این متن (۲۵۵: گلشیری، ۱۳۸۰):
«می‌نشینم توی تختم و به او نگاه می‌کنم، آن قدر که چشمم تار می‌شود، یا به اشک می‌نشیند طوری که فکر می‌کنم نیستش، آن تکه گوشت کوچک من آنقدر کوچک شده است که پاک محو شده، مثل انگشت کوچک پای همه آدم‌ها.»
در اینجا، ضمیر «ش» و «او» به نهاد محذوف برمی‌گردد و مرجع در بافت بعدی داستان می‌آید که همان تکه گوشت زائد است. به واسطه این شگرد، خواننده کنجکاو می‌شود تا ادامه متن را برای دریافت چیستی مرجع بخواند. ارجاع به معنی اطلاع دادن به صورت رسمی استفاده نمیشود

## شرح مرجع‌داری
به عنصری زبانی که به عنصری دیگر اشاره می‌کند مرجع‌دار anaphor گفته می‌شود. به همین صورت رابطهٔ میان مرجع‌دار و مرجع در جمله یا جمله‌های پیشین یا پسین را مرجع‌داری anaphora می‌گویند.
ارجاعات بر دو نوع‌اند: ۱-ارجاعات درون‌متنی ۲-ارجاعات برون‌متنی:

### درون‌متنی
مرجع‌داری که به مرجعی پیش یا پس از خود در همان متن زبانی ارجاع می‌دهد درون‌مرجع endophoric نامیده می‌شود.
ارجاع درون‌متنی خود بر دو نوع است:
الف) پیشین‌سوی back reference که مرجع پیش از ضمیر قرار می‌گیرد؛ یعنی ضمیر به اسم (مرجع) پس از خود ارجاع و ارتباط معنایی پیدا می‌کند. مرجع‌داری که مرجعش پیش از خودش واقع شده است پیش‌مرجع anaphoric نامیده می‌شود.
ب) پسین‌سوی forward reference که در متن نخست ضمیر و سپس مرجع قرار می‌گیرد. مرجع‌داری که مرجعش پس از خودش واقع شده است پس‌مرجع cataphoric نامیده می‌شود.
عناصر ارجاعی درون‌متنی به سه دسته تقسیم می‌شوند:
۱- ارجاع شخصی: که در موقعیت کلام از طریق شخص نقش‌آفرینی می‌کند.
۲- ارجاع اشاره‌ای: که از دیدگاه موقعیت مکانی و فاصله کاربرد دارد.
۳- ارجاع مقایسه‌ای: که از طریق همانندی یا شباهت در یک متن مورد استفاده قرار می‌گیرد. توجه داشته باشیم که این نوع ارجاع ممکن است عطف به پیش یا پس شود که ممکن است یک واژه یا یک جمله کامل را هم‌پوشی نماید.

### برون‌متنی
ارجاعات برون‌متنی مخاطب را در جهت درک و تفسیر معنا نیازمند اطلاعاتی خارج از متن می‌سازد. معمولاً مخاطب این مشکل را با استفاده از بافت زبان‌شناختی و بافت موقعیتی - محیطی حل و فصل می‌کند.
مرجع‌داری که مرجع و معنای آن با رجوع به خارج از متن زبانی مشخص می‌شود را برون‌مرجع	exophoric و چنین رابطه‌ای را برون‌مرجعی exophora می‌گویند.
ارجاعات برون‌متنی نمی‌توانند مرجع‌دار باشند، زیرا به‌طور اساسی به درون گفت‌وگو یا متن ارجاع نمی‌دهند. هرچند این پرسش وجود دارد که شنونده یا خواننده تا چه اندازه به بخش‌های مختلف یک گفت‌وگو یا سند دسترسی دارد و آیا همهٔ ارجاع‌هایی که یک واژه در جریان زبانی به آن‌ها اشاره می‌کند، دریافت می‌شوند یا نه. برای نمونه، اگر تنها بخشی از سخن کسی را که در آن از ضمیر «او» یا «وی» استفاده کرده است بشنوید، ممکن است هرگز متوجه نشوید که این ضمیر به چه کسی برمی‌گردد. اما اگر ادامهٔ همان گفتار را در همان موقعیت بشنوید، شاید دریابید که مرجع این ضمیر کیست، خواه با آشکار شدن پیش‌مرجع و خواه از راه برداشت برون‌مرجعی که در آن شنونده با توجه به مطالب دیگر متوجه می‌شود که «او» باید چه کسی باشد، حتی اگر هویت او به‌صراحت بیان نشده باشد، مانند مورد ارجاع هم‌مرجع (homophoric reference).
برای نمونه، شنونده ممکن است با شنیدن جمله‌ها و بندهای دیگر پی ببرد که «او» یک «ملکه» است، به دلیل برخی ویژگی‌ها یا اعمالی که از او یاد شده است. اما کدام ملکه؟ ارجاع هم‌مرجع زمانی رخ می‌دهد که یک عبارت عام، معنای مشخصی را از طریق آگاهی از بافت به‌دست می‌آورد. برای مثال، مرجع عبارت «ملکه» (با کاربرد حرف تعریف معیّن تأکیدی «the»، نه عبارت کم‌تخصیص‌تر «a Queen» و نه شکل خاص‌تر «ملکه الیزابت») باید با توجه به بافت گفتار مشخص شود؛ بافتی که هویت ملکهٔ مورد نظر را روشن می‌کند. تا زمانی که اطلاعات بیشتری از طریق واژه‌های بافتی، حرکات، تصویرها یا سایر رسانه‌ها آشکار نشود، شنونده حتی نخواهد دانست که سخن دربارهٔ کدام پادشاهی یا کدام دورهٔ تاریخی است. حتی اگر نام «الیزابت» نیز بیان شود، باز شنونده نمی‌داند که آیا مقصود «ملکه الیزابت اول» است یا «ملکه الیزابت دوم» و باید منتظر سرنخ‌های بیشتری در ادامهٔ ارتباط باشد. همین‌طور در گفت‌وگو دربارهٔ «شهردار» نیز هویت او باید بر پایهٔ بافتی که گفتار به آن اشاره دارد درک شود؛ این که آیا شخصی معین مدنظر است، یک صاحب‌منصب کنونی، آینده یا گذشته، یا این‌که منظور خود جایگاه حقوقیِ شهردار است، یا برداشت کلی از جایگاهی که شامل وظایفی می‌شود که انتظار می‌رود شهردار انجام دهد، هرچند ممکن است این وظایف به‌صراحت تعریف نشده باشند.

## در دستور زایشی
در دستور زایشی، واژهٔ «مرجع‌دار» معنای محدودتری دارد و معمولاً به ضمایر بازتابی مثل «خودش» یا ضمایر متقابل مثل «یکدیگر» گفته می‌شود. این‌ها از نظر نحوی با ضمایر معمولی فرق دارند و نظریهٔ وابستگی بررسی می‌کند که چطور باید به مرجعشان وصل شوند.
به سخن دیگر، در سنت دستور زایشی، واژهٔ «مرجع‌دار» (anaphor) معنای خاصی دارد. در این‌جا، این اصطلاح به آنچه معمولاً «ضمیر بازتابی» یا «ضمیر متقابل» (reciprocal pronoun) نامیده می‌شود اطلاق می‌گردد، مانند «خودش» یا «یکدیگر» در زبان انگلیسی و شکل‌های مشابه در زبان‌های دیگر. کاربرد اصطلاح «مرجع‌دار» در این معنای محدود، ویژهٔ دستور زایشی و به‌ویژه نظریهٔ سنتی وابستگی (binding theory) است. این نظریه به بررسی رابطهٔ نحوی‌ای می‌پردازد که می‌تواند یا باید میان یک عنصر ارجاعی و مرجع آن (پیش‌مرجع یا پس‌مرجع) برقرار شود. از این دیدگاه، مرجع‌دارها (یعنی ضمایر بازتابی و متقابل) رفتار نحوی کاملاً متفاوتی نسبت به ضمایر شخصی دارند.

## مرجع‌داری متمم
یک حالت خاص دیگر هم «مرجع‌داری متمم» است که در آن ضمیر به مجموعه‌ای اشاره می‌کند که در متن مستقیماً گفته نشده، بلکه مکمل مجموعهٔ معرفی‌شده است. مثلاً در جملهٔ «چند تا از بچه‌ها بستنی خوردند. آن‌ها بستنی را پخش کردند»، ممکن است «آن‌ها» به کسانی اشاره کند که بستنی نخوردند یا ترکیبی از گروه‌ها باشد.
یعنی در برخی موارد، مرجع‌داری ممکن است نه به پیش‌مرجع معمول خود، بلکه به مجموعهٔ متمم آن ارجاع دهد. برای مثال:
الف) «تنها چند تا از بچه‌ها بستنی‌شان را خوردند. آن‌ها اول طعم توت‌فرنگی را خوردند.» – در این‌جا «آن‌ها» به همان بچه‌هایی اشاره دارد که بستنی خوردند.
ب) «تنها چند تا از بچه‌ها بستنی‌شان را خوردند. آن‌ها آن را در اتاق پخش کردند.» – این‌جا «آن‌ها» ممکن است به بچه‌هایی اشاره کند که بستنی نخوردند، یا ترکیبی از نخوردگان و برخی خوردگان که بستنی را پخش کرده‌اند، یا حتی همهٔ بچه‌ها. در این‌گونه نمونه‌ها، مرجع‌دار به مجموعه‌ای ارجاع می‌دهد که به‌صراحت در متن معرفی نشده است، بلکه متمم مجموعهٔ معرفی‌شده است.
پژوهش‌های زبان‌شناسی معنایی و کاربردشناسی، از جمله در نظریهٔ بازنمایی گفتار (Discourse Representation Theory) و نظریهٔ کمیت‌گذار تعمیم‌یافته (Generalized Quantifier Theory)، به این پدیده پرداخته‌اند و آزمایش‌های روان‌زبان‌شناختی نیز در دههٔ ۱۹۹۰ برای بررسی آن انجام شده است. حل ابهام در مرجع‌داری متمم می‌تواند به شناخت بهتر دسترسی مغز به اطلاعات، فرایندهای استنتاج و الگوهای ذهنی در ارتباط کمک کند.

## حل مرجع‌داری – نظریهٔ مرکزیت
برای پیدا کردن مرجع درست، نظریه‌های مختلفی هست. یکی از آن‌ها نظریهٔ مرکزیت است که می‌گوید در هر جمله بعضی عناصر مهم‌تر یا «مرکزی‌تر» هستند و این اهمیت روی انتخاب مرجع تأثیر می‌گذارد. در این نظریه، مراکز به سه دستهٔ پیش‌سوی، پسین‌سوی و برگزیده تقسیم می‌شوند که هر کدام جایگاه خاصی در ارتباط بین جمله‌ها دارند.
بنابراین، یکی از نظریه‌های مهم برای یافتن رابطهٔ مرجع‌دار و مرجع آن، «نظریهٔ مرکزیت» (Centering Theory) است که نخستین بار در ۱۹۸۳ توسط گروس، جوشی و واینستاین ارائه شد. این نظریه با رویکرد رایانشی به زبان، به تحلیل محاسباتی عناصر مرکزی در گفتار می‌پردازد. در این چارچوب، برخی عناصر گفتار «مرکزی‌تر» از بقیه هستند و این درجهٔ مرکزیت، محدودیت‌هایی را بر این‌که چه چیزی می‌تواند مرجع قرار گیرد، اعمال می‌کند.
در این نظریه، سه نوع مرکز تعریف شده است:
مرکز پیش‌سوی: فهرست مرتب‌شده‌ای از عناصر گفتاری که در جملهٔ جاری مطرح‌اند.
مرکز پسین‌سوی: بالاترین عنصر دارای رتبه در جملهٔ پیشین.
مرکز برگزیده: بالاترین عنصر دارای رتبه در جملهٔ پیشین که در جملهٔ جاری نیز به‌کار رفته است.